# کیهان (روزنامه)
کیهان، روزنامه‌ای فرهنگی، ورزشی، اجتماعی، سیاسی و اقتصادی در ایران است. کیهان در حال حاضر قدیمی‌ترین روزنامه‌ در حال انتشار در ایران پس از روزنامه اطّلاعات است. نخستین شماره روزنامه کیهان در عصر روز چهارشنبه ششم خرداد ۱۳۲۱ در تهران منتشر شد. این روزنامه به جز سه بار توقیف در سال ۱۳۲۲، پیوسته منتشر شده است.
در رتبه‌بندی وزارت فرهنگ و ارشاد اسلامی از روزنامه‌های ایران بر پایه عملکردشان در بازه نیمه دوم سال ۱۳۹۴، کیهان با ۷۰ امتیاز هشتم شده است. این روزنامه در دسته روزنامه‌های کثیرالانتشاری است که صبح ها در کشور ایران منتشر می شود.
بنابر اعتقاد بسیاری، این روزنامه «محافظه‌کار‌ترین روزنامه ایران» به حساب می‌آید. حسین شریعتمداری مدیر مسئول روزنامه کیهان است. طبق گزارش نیویورک تايمز در سال ۲۰۰۷، سمت رسمی او نمایندگی سید علی خامنه‌ای، رهبر جمهوری اسلامی ایران است.این روزنامه بازتاب گسترده نظریات حاکمیت و رهبری در ایران است.
کیهان در سراسر جهان حدود ۱٫۰۰۰ کارمند دارد. گزارش‌های متناقضی درباره تعداد تیراژ آن وجود دارد: در سال ۲۰۰۶ بی‌بی‌سی آماری حدود ۶۰٫۰۰۰ تا ۱۰۰٬۰۰۰،

## پیشینه
بعد از تبعید رضاشاه، اشرف پهلوی(خواهر  محمدرضا پهلوی) بر آن شد که روزنامه‌ای را برای «دسترسی به مردم و جلب حمایت عمومی» از برادرش دایر کند. او از طریق همسرش، علی قوام، با مصطفی مصباح‌زاده، تماس گرفته و از او خواست روزنامه‌نگاری معتبر را برای تأسیس روزنامه پیشنهاد کند. مصباح‌زاده فرامرزی، دوست خانوادگی و معلم پیشین خویش را معرفی می‌کند. اشرف پهلوی دیدار مصباح‌زاده و محمدرضا پهلوی را برای تأمین مالی روزنامه فراهم می‌آورد.

## تاریخچه و مشخصات
کیهان در سال ۱۳۲۱ توسط عبدالرحمن فرامرزی به‌عنوان صاحب‌امتیاز و مصطفی مصباح‌زاده به‌عنوان مدیر مسئول تأسیس شد و اولین نسخه آن در ۶ خرداد ۱۳۲۱ منتشر شد. بعداً نقش‌های فرامرزی و مصباح زاده عوض شد. بعد از شورش نان در تهران، که به تعطیلی چهار هفته‌ای جراید منجر شد، امتیاز این روزنامه به مصباح‌زاده اعطا شد، و او همزمان صاحب‌امتیاز و مدیرمسئول کیهان شد و فرامرزی مقام سردبیر(عمومی) را به عهده گرفت.
تیراژ قبل از انقلاب اسلامی سال ۱۹۷۹ بیش از یک میلیون نفر بود. در سال ۱۹۷۴ گروه رسانه‌ای کیهان خود را به‌عنوان «بزرگ‌ترین انتشارات روزنامه و مجله در خاورمیانه» معرفی کرد. فروغ مصباح‌زاده، همسر صاحب اصلی کیهان، رسماً به عنوان مدیر مجله پیشرو زنان ایران، زن روز ظاهر شد.
پس از انقلاب ۱۳۵۷، کلیه دارایی‌های مصباح‌زاده از جمله کارخانه انتشارات که دفتر اصلی روزنامه بود توقیف شد. در مهٔ ۱۹۸۰، سید روح‌الله خمینی، ابراهیم یزدی، وزیر خارجه وقت را به عنوان سرپرست روزنامه منصوب کرد. با راهنمایی مصباح‌زاده، دفتر کیهان در لندن به کار خود ادامه داد، و نشریه هفتگی کیهان لندن را منتشر می‌کند که تیراژ کمی دارد. در سال ۲۰۰۶، مصباح‌زاده در ۹۸ سالگی در لس آنجلس، کالیفرنیا درگذشت.
این روزنامه بر اخبار سیاسی، فرهنگی، اجتماعی و اقتصادی تمرکز دارد.

## دوره‌های فعالیت

### ۱۳۲۱–۱۳۳۲
در سوم خرداد ۱۳۲۱ نخستین شماره این روزنامه در تهران با عنوان جانشین «آینده ایران» منتشر شد. صاحب امتیاز آن در آغاز تأسیس عبدالرحمن فرامرزی و سردبیر آن مصطفی مصباح‌زاده بود اما در ۲۰ دی همان سال که مجوز آن تجدید شد جای این دو عوض شد.

### ۱۳۳۲–۱۳۵۷
آخرین سردبیر روزنامه کیهان تا آستانه انقلاب امیر طاهری بود. طاهری از سال ۱۳۵۱ تا زمستان ۱۳۵۶، سردبیر کیهان بود. هوشنگ اَمیاری از سال ۱۳۴۰ تا ۱۳۵۵ مدیر بخش کاریکاتور و مضامین نقاشی‌های طنزآمیز بود. حسین رضائی از ۱۳۴۴ تا ۱۳۵۷ مدیر بخش اخبار این روزنامه بود.

### ۱۳۵۷–۱۳۶۹

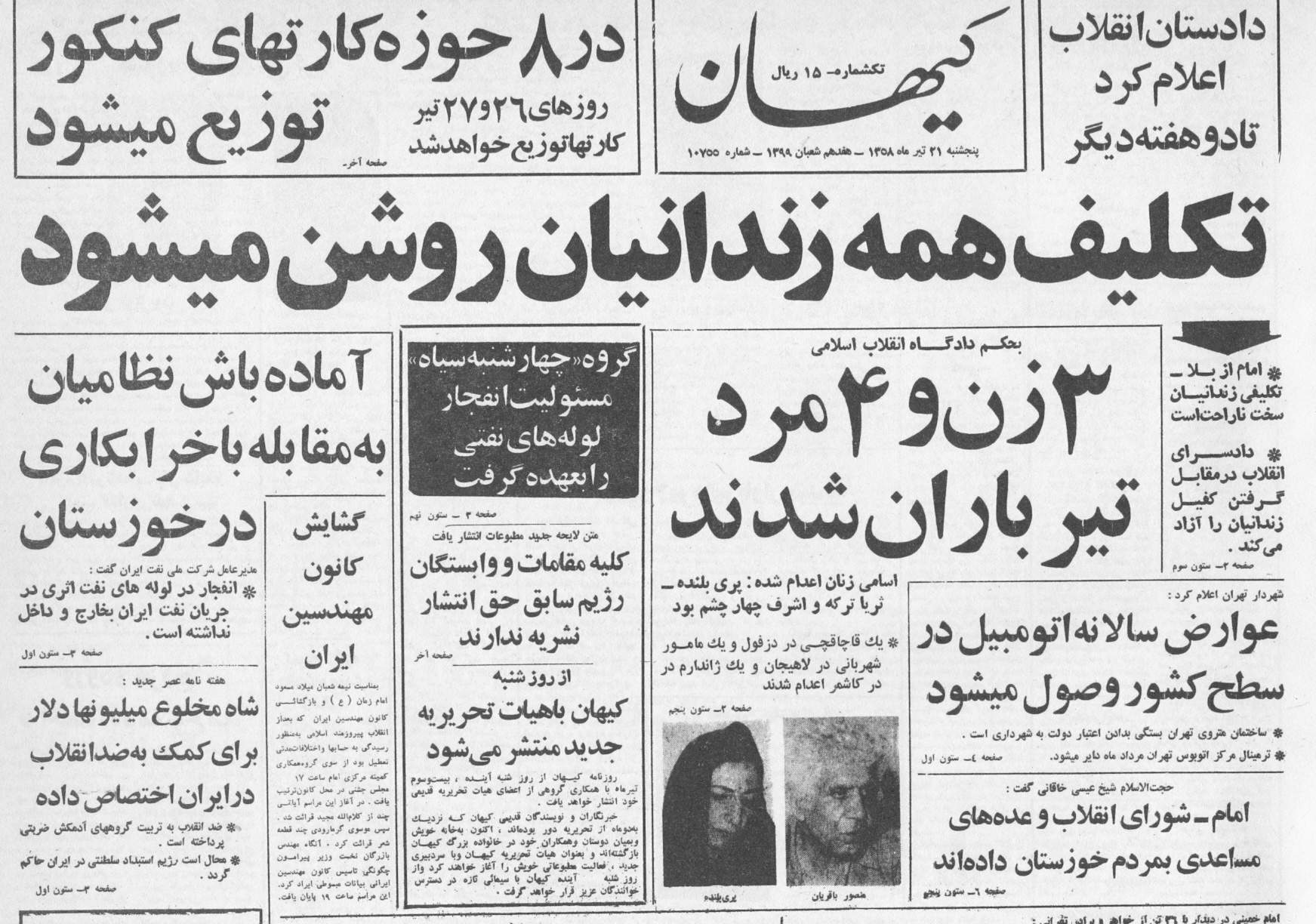
روزنامه کیهان مورخه ۲۱ تیر ۱۳۵۸ خورشیدی. در تیتر دوم به صورت درشت نوشته شده است: «به‌حکم دادگاه انقلاب اسلامی ۳ زن و ۴ مرد تیرباران شدند» در تیتر کوچک‌تر این خبر آمده است: «اسامی زنان اعدام شده: پری بلنده، ثریا ترکه و اشرف چهارچشم بود» عکسی از پری بلنده با چادر و منصور باقریان زیر این خبر چاپ شده است.

با نزدیک شدن انقلاب سال ۱۳۵۷، شورای سردبیری تازه‌ای در کیهان شکل گرفت که رحمان هاتفی در رأس آن قرار داشت. در جریان انقلاب، کیهان به دفاع از اعتراضات مردم پرداخت و در مبارزه برای آزادی نشر و بیان نقش برجسته‌ای ایفا نمود. از میانه اردیبهشت ۵۸ انجمن اسلامی روزنامه شروع به دخالت در کار هیئت تحریریه کرد تا به قولی از چپ بودن روزنامه بکاهد و به مذهبی بودن آن بیفزاید؛ و حتی لیست ۲۰ نفر را به محافظان داد تا از ورود آن‌ها به روزنامه جلوگیری کنند. بعد از آن با فشار انجمن اسلامی و تسلیم نشدن رحمان هاتفی روزنامه دو تا سه ماه تعطیل شد. رحمان هاتفی تا نیمه سال ۱۳۵۸ سردبیر کیهان باقی ماند.
در طول این دوران از اردیبهشت تا آبان ۱۳۵۹ به مدت چند ماه ابراهیم یزدی و از آبان ۱۳۵۹ تا مهر ۱۳۷۰ سید محمد خاتمیسرپرست روزنامه کیهان بودند. سید محمد اصغری نیز از سال ۱۳۶۶ تا سال ۱۳۷۰ مدیر مسئول روزنامه بود.

### ۱۳۶۹ تاکنون
از مهر ۱۳۷۰ تا دی ۱۳۷۲ سید محمد اصغری سرپرست کیهان و از سال ۱۳۷۰ تا ۱۳۷۴ مهدی نصیری، مدیر مسئول روزنامه بود. از اواسط دهه ۷۰ حسین شریعتمداری مدیر مسئول روزنامه کیهان شد که پیش‌تر نماینده ولی فقیه در این مؤسسه نیز بود. سید علی خامنه‌ای طی حکمی در اول دی ماه سال ۱۳۷۲، حسین شریعتمداری را به عنوان نماینده خود و سرپرست مؤسسه کیهان منصوب کرده‌بود. از آن زمان کیهان روند جدیدی را پیش گرفت. حسین شریعتمداری موفق شد تا به همراه محمدکاظم انبارلویی سردبیر روزنامه رسالت، جایزه بهترین و منصف‌ترین منتقد دولت محمود احمدی‌نژاد را در مراسم اختتامیه نمایشگاه مطبوعات، از آن خود کند.
روزنامه کیهان در زمان انتخابات نهمین و دهمین دوره ریاست جمهوری، از محمود احمدی‌نژاد حمایت می‌کرد. سردبیر روزنامه محمدحسین صفار هرندی بود که پس از به ریاست‌جمهوری رسیدن احمدی‌نژاد، به عنوان وزیر فرهنگ و ارشاد اسلامی در دولت نهم انتخاب گردید.

## جهت‌گیری سیاسی
شریعتمداری اظهار داشت که روزنامه و کارمندان آن «از ایدئولوژی انقلاب اسلامی دفاع می‌کنند». گرت اسمیت، خبرنگار سابق روزنامه فایننشال تایمز در ایران، ادعا می‌کند که کیهان نظرات سیاسی «اردوگاه اصول‌گرایان رژیم» را بیان می‌کند.
شریعتمداری برچسب‌های «محافظه‌کار» و «بنیادگرا» را رد می‌کند و می‌گوید «آن‌ها باعث می‌شوند ما مانند طالبان به نظر برسیم.» در عوض، او خود و کسانی که نظریات مشابه دارند را «اصول‌گرا» می‌نامد. اصول‌گرایان همچنین نام فراکسیون اکثریت پارلمان ایران است. از این گروه به عنوان «اصول‌گرایان جدید» نیز یاد می‌شود و شخصیت‌هایی مانند غلامعلی حداد عادل و سعید جلیلی در میان افراد دیگر وجود دارد.
روزنامه کیهان در جهت فکری انقلابی و مطابق چهارچوبهای نظام حرکت می کند و خط فکری حزب اللهی و جهادی دارد.

## جنجال‌ها
این روزنامه در سال ۲۰۱۰ به دلیل تکرار محکومیت صریح "کارلا برونی"، بانوی اول فرانسه، به دلیل نامه سرگشاده‌اش در مورد حکم اعدام علیه سکینه محمدی آشتیانی به اتهام زنای محصنه و قتل، جنجالی شد. این روزنامه "برونی" را "فاحشه ایتالیایی" خواند.
وزارت خارجه فرانسه این اظهارات را «غیرقابل قبول» اعلام کرد و سفیر ایران در فرانسه را احضار نمود. وزارت خارجه ایران سعی کرد از اظهار نظر کیهان فاصله بگیرد و رامین مهمان پرست سخنگوی وزارت خارجه اظهار داشت که «رسانه‌ها می‌توانند با پرهیز از کلمات توهین آمیز، سیاست‌های غلط و خصمانه کشورهای دیگر را به درستی انتقاد کنند».
در سال ۲۰۲۰، به دنبال اخراج پزشکان بدون مرز (MSF) از ایران، سردبیر کیهان، حسین شریعتمداری، MSF را یک «عروسک آمریکایی» توصیف کرد زیرا در فرانسه مستقر است و همه گروه‌های ضد ایرانی در فرانسه پایگاه دارند.

## توقیف موقت
اولین توقیف روزنامه کیهان در سال ۱۳۸۲ به دلیل انتشار اخبار دروغ در جریان تحصن نمایندگان مجلس ششم بود.
در آبان ۱۳۹۶ کیهان به اتهام نقض «امنیت ملی» دو روز توقیف شد. این توقیف پس از تیتر کیهان تحت عنوان «شلیک موشک انصارالله به ریاض <هدف بعدی دوبی> و بر اساس شکایت دبیرخانه شورای عالی امنیت ملی و دستور دادستان تهران انجام گرفت. کیهان به این اقدام دولت به شدت اعتراض کرد و از تیتر خود که تهدید را منسوب به انصارالله یمن می‌کرد دفاع کرد. او این اقدام را انتقام‌گیری دولت از کیهان به خاطر افشای مفاسد اقتصادی دولت و پوچی وعده‌های مربوط به مذاکرات هسته‌ای خواند. احمد توکلی، با نگارش نامه‌ای به رئیس قوه قضاییه توقیف کیهان را غیرقانونی دانست و خواستار توقف آن در راستای حمایت از آزادی بیان شد.

## خبرنگاران مطرح
از جمله سرمقاله نویسان و خبرنگاران مطرح این روزنامه در دوران مدیر مسئولی حسین شریعتمداری می‌توان به امیرحسین فردی، کامران نجف زاده، حسین راغفر، مهدی محمدی، بابک اسماعیلی، سید یاسر جبرائیلی، حسام الدین برومند، پیام فضلی نژاد، محمد نوری زاد، سعدلله زارعی، حمید مولانا و حسین شمسیاناشاره کرد که عمدتاً توسط حسن شایانفر تربیت و وارد تحریریه این روزنامه شده‌اند.

## نگارخانه

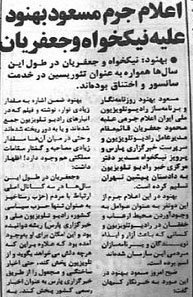
بخشی از روزنامه کیهان در مورد اعلام جرم مسعود بهنود علیه محمود جعفریان و پرویز نیکخواه
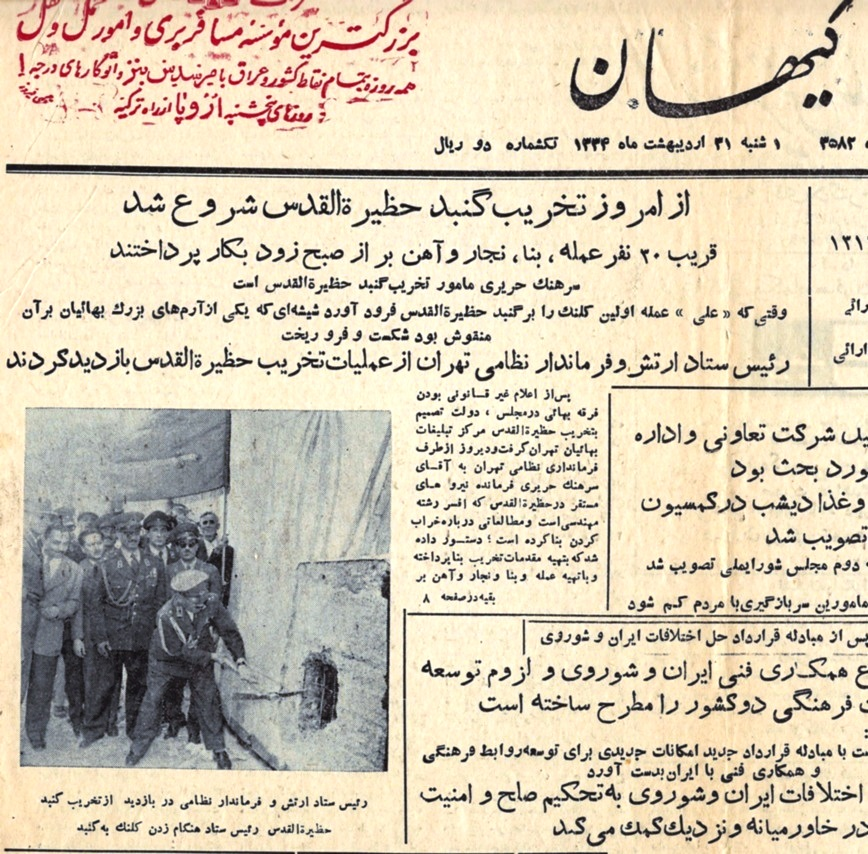
گزارش روزنامه کیهان از تخریب حظیرةالقدس در سال ۱۳۴۴ در تهران